# Karma Kaveya
La Kaveya est une supercar électrique du constructeur automobile américain Karma Automotive produite à partir de 2024.

## Présentation
La Karma Kaveya est présentée le 14 novembre 2023.

## Caractéristiques techniques

### Motorisation
La Kaveya est dotée d'une batterie d'une capacité de 120 kWh.